# Austmarka, Vestland
Austmarka är en tätort i Alvers kommun i Vestland fylke i västra Norge. Orten ligger vid fylkesväg 565, på den sydöstra delen av ön Radøy.
Tidigare har orten tillhört dåvarande Mangers kommun, sedan dåvarande Sæbø kommun och därefter dåvarande Radøy kommun i Hordaland fylke.